# Assedio di Bonn (1703)
L'assedio di Bonn del 1703 ebbe luogo nel corso della guerra di successione spagnola. L'azione ebbe inizio quando le forze della Grande Alleanza guidate sul campo dal generale olandese Menno van Coehoorn come parte del contingente del duca di Marlborough, decisero di assaltare la guarnigione francese che presidiava la città tedesca di Bonn. L'assedio venne immortalato dal dipinto del contemporaneo Alexander van Gaelen.
Era quello il terzo assedio della città in trent'anni, oltre a quello del 1673 ed a quello del 1689.

## Antefatto
Nel maggio del 1703 il duca di Marlborough decise di intraprendere l'assedio della città di Bonn dato che l'elettore di Colonia si era schierato coi francesi. Il duca insisteva con la necessità di privare la Francia dell'unica roccaforte che essa ancora possedeva nel Basso Reno. A tal fine, venne inviato sul posto un corpo d'armata composto da 40 battaglioni e 60 squadroni, con 50 mortai e 140 cannoni, escluse le armi di piccolo calibro. Il presidio francese era invece comandato dal marchese d'Alegre, tenente generale di Luigi XIV, ed era composto da 10 battaglioni di cui 6 francesi, 2 spagnoli e 2 di Colonia.

## L'assedio
Bonn venne investita il 24 aprile 1703 dalla cavalleria prussiana e lussemburghese al comando del tenente generale Bulau. Il barone Fagel giunse il giorno dopo con una parte della fanteria del contingente. Gli alleati si accamparono tra Graurheindorf e Kreuzberg, occupando al loro arrivo con 200 uomini il villaggio di Poppelsdorf, posizione relativamente avanzata rispetto alla città obbiettivo dell'assedio. Il generale Coehorn giunse il 26 aprile 1703 e nei giorni successivi giunsero anche la fanteria, la cavalleria e l'artiglieria al comando del principe ereditario Federico d'Assia-Kassel.
Viste le forze alleate impiegate, il marchese d'Allegre pensò di far pervenire al duca di Marlborough un messaggio col quale gli ricordava un accordo stabilito l'anno precedente tra l'elettore di Colonia e quello palatino per non bombardare le città di Düsseldorf e Bonn per preservare le locali chiese, palazzi ed edifici pubblici di pregio. In caso di attacco a Bonn erano previste da contratto rappresaglie sulla città di Neuburg. Il duca di Marlborough rispose a tale lettera che non era sua abitudine, ma se sarebbe stato necessario avrebbe messo al muro tutti gli assediati.
Il duca di Marlborough aveva infatti in programma tre fronti di attacco:
- il primo sul forte Bourgogne, sulla riva destra del Reno, tramite il generale Coehoorn, assistito dai maggiori generali Freisheim e Erbesfeld e dall'ingegnere capo del Rocque;
- il secondo da nord e dal lato sinistro del fiume tramite il principe ereditario d'Assia-Kassel, il generale principe di Anhalt-Zerbst ed il generale Tettau;
- il terzo dalla riva sinistra del Reno tramite il tenente generale Nicolas François Fagel, col supporto dei generali Dedem e St. Paul nonché l'ingegnere capo colonnello Reinhard.

Il 3 maggio 1703 gli assedianti iniziano le loro opere di approccio portando a compimento tre attacchi entro sera con perdite notevoli nelle unità del generale Dedem e del principe d'Assia-Kassel. La sera successiva, il generale Coehoorn decise di porre tre batterie d'artiglieria sulla riva destra del Reno: una con 6 cannoni per distruggere il ponte galleggiante steso tra il forte di Bourgogne e la città, il secondo con 30 cannoni per distruggere le mura del forte ed il terzo con 12 cannoni per far saltare il fianco destro del forte.
L'8 maggio 1703 gli alleati riuscirono a distruggere il ponte galleggiante sul Reno ed i francesi, malgrado i notevoli sforzi, non riuscirono a fermarli. Il 9 maggio venne aperta una breccia nelle mura del forte ed il generale Coehoorn decise di attaccare quella sera stessa con 400 granatieri supportati da 4 battaglioni, mentre il comandante francese del forte diede ordine di evacuare la maggior parte della sua guarnigione dirigendola verso la città, oltre il Reno. Il forte venne preso in serata dagli alleati. Il 10 maggio gli assedianti riposizionarono i loro pezzi di artiglieria consistenti in 80 cannoni, 40 mortai e 500 piccoli mortai. Dopo tre giorni di bombardamenti alle mura del forte, il lato sud si aprì e gli imperiali poterono scontrarsi con 1200 fanti francesi. Dal 13 maggio le forze del principe d'Assia-Kassel attaccarono il lato nord, sostenute dall'artiglieria. Nonostante la resistenza opposta dagli assediati, questi riuscirono a crearsi un passaggio ed a prendere possesso delle fortificazioni restanti. Il bombardamento proseguì anche il giorno successivo sino a quando il marchese d'Alegre non fu costretto a levare bandiera bianca il 15 maggio 1703. Il giorno successivo vennero negoziati i termini della resa dei restanti 3 600 soldati francesi.